# ژو یان (کورلر)
ژو یان (انگلیسی: Zhou Yan؛ زادهٔ september ۳۰, ۱۹۸۲ (۴۲ سال)) ورزشکار کرلینگ اهل چین است.